# خانلیقلر (قازاخ)
خانلیقلر (به لاتین: Xanlıqlar) ، (در دوران اتحاد جماهیر شوروی و تا سال ۱۹۹۴ معروف به موسی‌کوی Musaköy) یک منطقه مسکونی در جمهوری آذربایجان است که در شهرستان قازاخ واقع شده‌است. خانلیقلر ۳۱۱۱ نفر جمعیت دارد. خانلیقلر در ۲۴۵ مایلی (۳۹۵ کیلومتری) غرب باکو پایتخت جمهوری آذربایجان واقع شده‌است.